# Alan II Stuart (comte de Menteith)
Alan II Stuart, comte de Menteith (mort avant 1323) est un noble écossais du XIIIe siècle qui fut comte titulaire de Menteith cité en 1315 et mort avant  1323.

## Famille
Alain Ier Stuart succède à son père comme comte de Menteith en 1306. Il soutient Robert Bruce lorsque celui-ci se proclame roi d'Écosse et assiste à son couronnement à Scone le 25 mars 1306 mais il est capturé lors de la bataille de Methven trois mois plus trad. Livré à John Hastings 1er baron Hastings qui a été investi de ses biens par le roi Édouard Ier d'Angleterre il est enfermé dans le château d'Abergavenny où il meurt avant le 13 mars 1309. Il avait épousé Margerie, une fille de Colbán de Fife par son épouse Anne Durward.
Elle est elle-même une fille d'Alan Durward et de Margerie, fille illégitime du roi Alexandre II d'Écosse. Selon l'historiographie traditionnelle ils laissent une fille la comtesse Marie de Menteith qui succède à son oncle Murdoch de Menteith lorsqu'il est tué le 11 août 1332 lors de la bataille de Dupplin Moor .

## Biographie
Toutefois Alain Ier Stuart laisse un fils homonyme Alan [II] Stuart qui est mentionné dans les sources pour la première fois à Carlisle en 1307 dans une ordonnance de « fournir des aliments aux deux fils du comte de Menteith et au fils du comte de Strathern ». Il semble évident qu'ils sont alors otages ou prisonniers des Anglais mais soit ils s'échappent ou sont échangés contre des nobles anglais prisonniers des Écossais alors que son père meurt en captivité en 1309.
G.W.S. Barrow relève ensuite que lorsque Duncan IV de Fife remet son comté de Fife entre les mains du roi Robert Ier Bruce le 23 août 1315, il réserve les droits à sa succession de son cousin « Alan, fils du comte Alan de Menteith » . Alain II de Meinteith semble être déjà mort lorsque  le 1er août 1323, son oncle  Murdoch Stuart est témoin d'une charte où il se prévaut du titre de « comte de Menteith ».

## Union et postérité
Alan II, comte de Menteith épouse une femme inconnue qui lui donne une fille Marie II Comtesse de  Menteith qui succède à son grand-oncle Murdoch lorsque ce dernier est tué. Elle épouse Sir John Graham, qui devient comte « de jure uxoris » de Menteith 

## Généalogie
```
Alan Durward
=  Margerie d'Écosse
                      I   
                      I
                      I
       Colban     =  Anne      =  Sir William
       C Fife     I  Durward   I   de Ferrers
        † 1270    I            I   (
2
e
 époux)
   _______________I            I___________________________________________________________
   I                                                                                      I
   I              ______________________________________________________                  I
   I              I                            I                       I                  I
   I          Alexandre   =    Matilda      Sir 
John de Menteith
 Elena  = John        I
   I        C   Menteith  I de Strathearn      I                        de Drummond       I
   I                      I                  __I______________________                    I
   I                      I                  I      I        I       I                    I
   I                      I                 John   Walter   Elena  Joanna                 I
   I                      I                              = Gillespie                      I
   I                      I                                Campbell                       I
 __I________            __I____________________________________________________           I
 I         I            I         I             I              I              I           I
Duncan III Margerie  =   Alan I   Murdoch     Margaret         Malise         Elena = Sir William
C                 I   C           C       = Alexandre       Menteith de           I  de Ferrers
Fife († 1289)     I  Menteith   Menteith   de Abernethy     Methlick              I   † 1325
 I                I                                            I                  I
 I             ___I                                            I                  I
 I             I                                               I                  I
Duncan IV     Alan II                                  Walter de Menteith        Anne
C Fife        C Menteith                                    de Methlick           de Ferrers
         héritier de Fife, 
1315
                         †  13 Jul 1364       = Edouard le
               I                                               I                  Despenser
               I                                               I
             Marie   =  Sir John                           John de Menteith
             de       de Graham                           † av 1394
           Menteith     † 1346
```

## Source de la traduction
- (en) Cet article est partiellement ou en totalité issu de l’article de Wikipédia en anglais intitulé « Alan II, Earl of Menteith » (voir la liste des auteurs).